# José Acevedo
José Acevedo (Castropol, ... – ...; fl. XIX secolo) è stato un pittore spagnolo.

## Biografia
Formatosi alla Real Academia de Bellas Artes de San Fernando di Madrid, si affermò come pittore, illustratore ed incisore. Creò alcune illustrazioni per il volume Historia del Real monasterio de San Lorenzo, comúnmente llamado del Escorial dello storico Antonio Rotondo; ebbe grande successo all'Esposizione nazionale di belle arti di Madrid del 1860.